# Croix de la Valeur Militaire
Croix de la Valeur Militaire neboli Kříž za vojenskou chrabrost je francouzské vojenské vyznamenání. Oceňuje jednotlivce, jimž se v rozkazech vyšších velitelů dostalo uznání za projevení chrabrosti tváří v tvář nepříteli na bojištích, na něž se nevztahuje udělování Válečného kříže za operace na vnějších bojištích. Kříž za vojenskou chrabrost se obvykle uděluje za bezpečnostní nebo mírové operace, vždy mimo francouzské území.

## Historie
Toto vyznamenání bylo založeno v roce 1956 a jeho původním cílem bylo odměnit vojáky, námořníky a letce sloužící v Alžírsku, kteří projevili chrabrost či statečnost v boji. Alžírsko bylo v té době francouzským departementem, takže se nejednalo o vyhlášenou válku, ale o mírové operace na francouzské půdě. Válečný kříž za operace na vnějších bojištích, který se uděloval za statečnou službu v indočínské válce, proto nebyl považován za vhodný. Dne 11. dubna 1956 tedy byl přijat zákon zakládající nové vyznamenání, Medaili za vojenskou chrabrost (Médaille de la Valeur Militaire), která se dělila do čtyř tříd. Již 12. října 1956 však byla medaile nahrazena křížem, aby byla postavena na roveň Válečnému kříži.
Kříž sloužil k odměňování vojáků za chrabrost ve všech francouzských vojenských operacích od roku 1956, s výjimkou války v Perském zálivu a války v Kosovu, kdy byl místo Kříže za vojenskou chrabrost udělován Válečný kříž za operace na vnějších bojištích. 

## Popis
Vyznamenání má tvar bronzového kříže o průměru 36 mm, který je zavěšen na stuze. Uprostřed kříže je kulatý medailon s podobiznou Republiky korunovanou věncem. Na okraji medailonu je vyražen nápis RÉPUBLIQUE FRANÇAISE (Francouzská republika). Na zadní straně je nápis Croix de la Valeur militaire (Kříž za vojenskou chrabrost).
Stuha z hedvábného moaré je červená, se třemi svislými bílými pruhy. Prostřední bílý pruh je 7 mm široký, oba postranní jsou 2 mm široké a vzdálené od okrajů stuhy 1 mm.  Na stužce mohou být speciální spony: bronzová hvězda (etoile de bronze) za zmínku v hlášení na plukovní či brigádní úrovni, stříbrná hvězda (etoile d‘argent) za zmínku v hlášení na divizní úrovni, pozlacená stříbrná hvězda (etoile de vermeil) za zmínku v hlášení na úrovni armádního sboru či bronzová palma (palme de bronze) za zmínku v hlášení na úrovni armády.

## Ocenění Češi
- Petr Pavel
- Aleš Opata
- Karel Klinovský
- Stanislav Zaplatílek
- Pavel Jirkovský
- Stanislav Gazdik